# Nyons
Nyons (en occitano Niom) es una ciudad francesa, situada en el departamento de Drôme y la región Auvernia-Ródano-Alpes.

## Geografía
Situado en el margen del valle del Ródano, en su lado Este, a la altura de Pierrelatte, de la que está separada por el enclave de Valréas, Nyons es una pequeña ciudad situada en una cubeta natural, a orillas del Eygues. Está rodeada de pequeñas montañas (Essaillon, Garde Grosse, Saint-Jaume y Vaux), que le proporcionan su clima tan particular. Llamada « la pequeña Niza » debido a su insolación comparable a la de Niza, es un lugar de estancias vacacionales apreciado desde el siglo XIX. 
Está situada al oeste de una garganta que marca una de las entradas occidentales de las Baronnies, región de montañas medias mediterráneas, situada entre el sur del de partamento de Drôme y los Altos Alpes.
Su viento local, el Pontias, sopla a partir de las 10 de la noche y hasta las 10 de la mañana. Este viento, frío en invierno pero refrescante en verano, proporciona una perfecta ventilación a la ciudad. Una leyenda local, de la cual se da noticia en la obra de Gervais de Tilbury, el libro de las Maravillas, sostiene que fue traído por un guante del arzobispo Cesáreo de Arlés, a principios del siglo VI. Gabriel Boulé, antiguo pastor e historiador del rey escribió su historia en el siglo XVII.

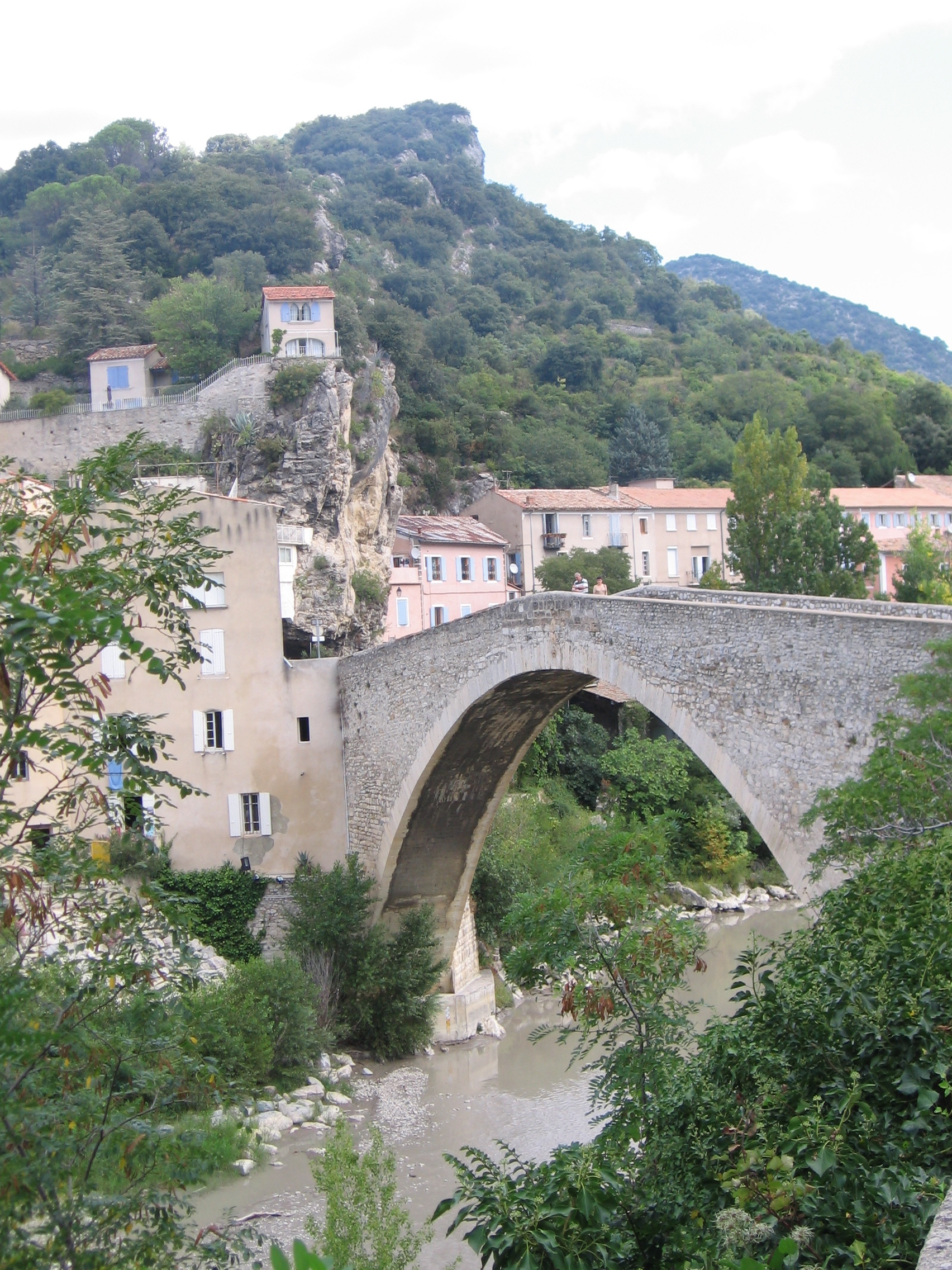
Puente de Nyons

## Demografía
| 4270 | 4982 | 5607 | 6061 | 6353 | 6723 |
| Para los censos de 1962 a 1999 la población legal corresponde a la población sin duplicidades (Fuente: INSEE [Consultar]) |      |      |      |      |      |

## Hermanamientos
Nyons está hermanada con:
- Manciano, Italia
- Mechernich, Alemania
- Nules, España
- Nyon, Suiza

## Puntos de interés
- Jardín de los Aromas